# Albrecht Beiling

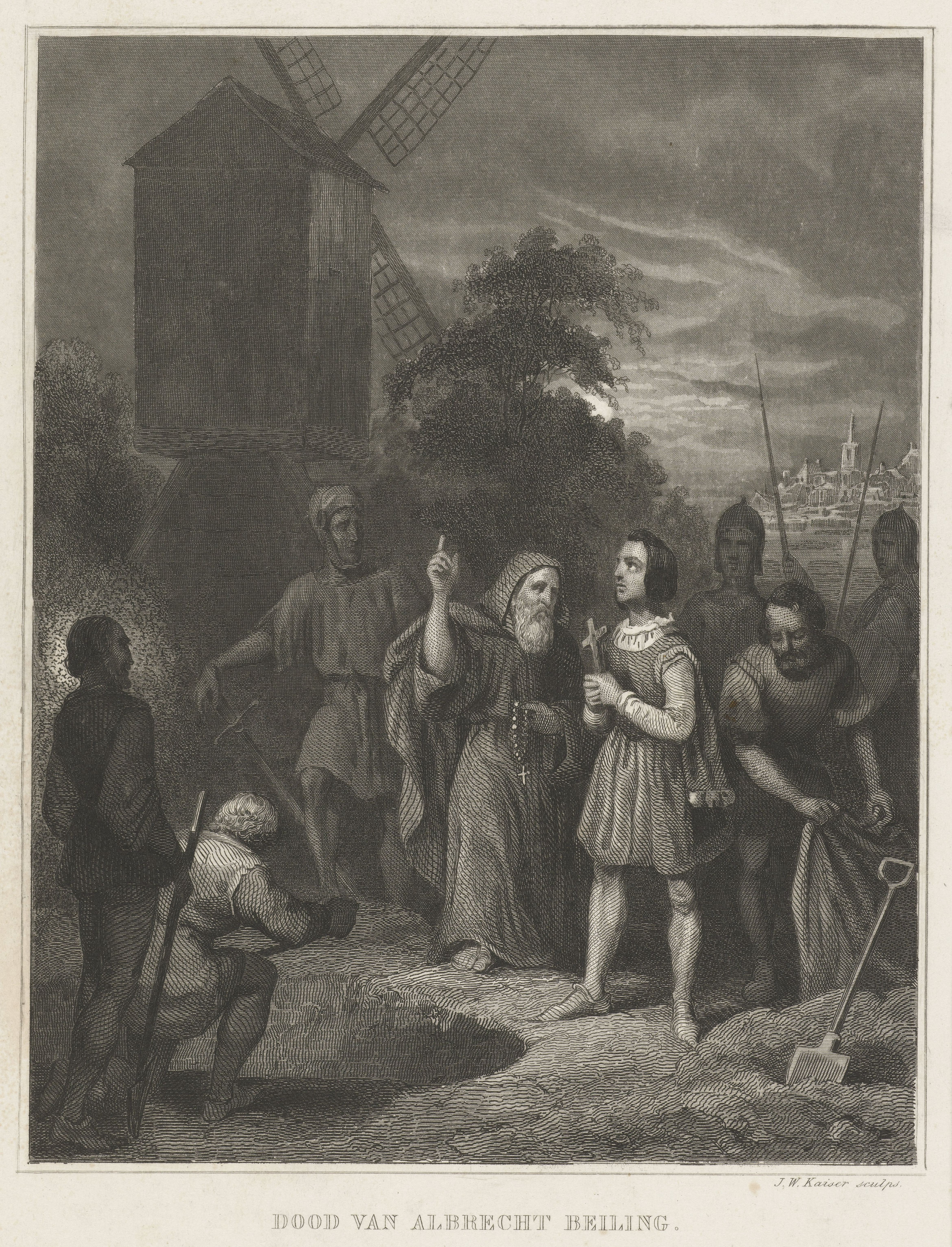
Dood van Albrecht Beiling in 1425-26, gravure Johann Wilhelm Kaiser ± 1844.

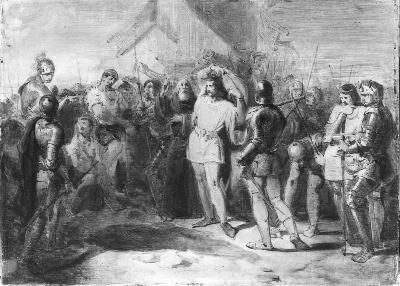
Albrecht Beiling ondergaat koelbloedig zijn noodlot op een molenerf buiten Schoonhoven (1425), tekening Johannes Egenberger.

Albrecht Beiling, ook wel Arnold of Allairt Beilinc of Beyling, (Gouda, 13? - Schoonhoven, najaar 1425) was een 15e-eeuws persoon uit de geschiedenis van de Nederlanden, die door een "wrede" afspraak na te komen, zijn lot heldhaftig onderging en levend werd begraven. 

## Levensloop
Beiling was afkomstig uit het geslacht Splinter. Zijn leven stond in het teken van de Hoekse en Kabeljauwse twisten, waarbij hij aan de Kabeljauwse zijde stond. Hij werd benoemd tot kapitein en zou in 1420 de leiding hebben gehad bij de verwoesting van het kasteel Koudekerk dat aan de Heren van Poelgeest toebehoorde. In 1422 werd hij tot schout van Gouda benoemd (zijn zegel zou nog aanwezig zijn in het stadsarchief), maar bleef nog geen twee jaar in deze positie, toen hij door Hoekse tegenstanders verjaagd werd.
Hij stond nadien slotvoogd Willem van der Coulster bij als adjudant van het kasteel van Schoonhoven. In het voorjaar van 1425 werd begonnen met het beleg van Schoonhoven door de Hoeken onder Floris van Kijfhoek. Zij hadden de stad al binnen enkele dagen veroverd en het kasteel viel een week later al in hun handen, waarbij sommige bronnen over 6 weken spreken. 
Het verhaal wil, dat de Kabeljauwen een bezetting van 50 man sterk zouden worden vrijgelaten als Beiling zou boeten voor zijn daden uit het verleden. Als straf zou hij levend worden begraven. Hij kon hier onderuit komen als hij een bedrag van rond de 17.000 florijnen of dukaten (andere bronnen praten van 1.000 dukaten) zou betalen voor het einde van de maand. Hertog Filips de Goede zou nog een bemiddelingspoging gedaan hebben om Beiling vrij te pleiten van deze straf. Beiling keerde eergetrouw zonder dit bedrag terug naar Schoonhoven en onderging zijn straf heldhaftig door op een molenerf net buiten de stad in een open graf te gaan liggen, waarna het werd dichtgegooid. Gezagvoerder Van Kijfhoek liet deze veroordeling nachts uitvoeren, omdat hij bang was dat er een opstand van tegenstanders zou ontstaan. Ongeveer een halve eeuw later, in 1472, beschreef boekdrukker Johann  Veldenaer als eerste deze gebeurtenis. Voor de Kabeljauwen was Beiling een held geworden, waarbij een dergelijk verhaal hoorde.

### Reden doodstraf
Waarom uitgerekend Beiling de straf kreeg om levend begraven te worden is nooit helemaal duidelijk geworden. Het zou kunnen vanwege zijn acties bij Kasteel Koudekerk, die hij onder druk van zijn heer Jan van Beieren moest verwoesten in 1420. Immers waren Jan en Jacoba van Beieren in die periode tegenstanders geworden en zou Jacoba wrok richting Beiling gekoesterd hebben, alsook de voormalig kasteelbezitter Gerrit II van Poelgeest.
Jan Karel Jacob de Jonge suggereert in zijn boek uit 1875, in bevindingen uit een brief gestuurd door Boudewijn van Swieten aan Willem van de Coulster in december 1424, dat een persoon genaamd Vranck Floriszoon geslagen was na een gevecht en de dader mogelijk Beiling kon zijn.
Ook een mogelijke vete tussen Floris van Kijfhoek en Beiling, die tussen 1422-24 is ontstaan in Gouda, zou een factor kunnen zijn geweest.

### Doorwerking
In de negentiende eeuw was Beiling in Nederland een bekende historische persoonlijkheid aan wie verschillende gedichten (Jan Pieter Heije, Hendrik Tollens), toneelstukken (Pieter Vreede, Alexander François Sifflé) en een opera (Henri François Robert Brandts Buys) werden gewijd. Ook wordt zijn geschiedenis beschreven als onderdeel van het gedicht De Hollandsche natie van Jan Frederik Helmers.